# تادانابو آسانو
تادانابو آسانو (انگلیسی: Tadanobu Asano؛ زادهٔ ۲۷ نوامبر ۱۹۷۳) هنرپیشه اهل ژاپن است. وی از سال ۱۹۸۸ میلادی تاکنون مشغول فعالیت بوده‌است.

## گزیده فیلم‌شناسی
از فیلم‌هایی که وی در آن نقش داشته‌است، می‌توان به ایچی قاتل، ثور، نبردناو، مغول و ثور: دنیای تاریک اشاره کرد. او همچنین برای ایفای نقش ریدن در بازراه‌اندازی مورتال کامبت (۲۰۲۱) انتخاب شده‌است.

## جوایز
- جایزهٔ آکادمی فیلم ژاپن - محبوب‌ترین بازیگر مرد سال ۱۹۹۷ م.
- جشنواره فیلم ونیز - جایزه بهترین بازیگر مرد سال ۲۰۰۳ م.[۱]
- جشنواره بین‌المللی فیلم مسکو - جایزه بهترین بازیگر مرد سال ۲۰۱۴ م.[۲]
- نامزد جایزهٔ آکادمی فیلم ژاپن برای بهترین بازیگر نقش اول مرد سال ۱۹۹۷ م.